# Hypogastrura socialis
Hypogastrura socialis (лат.) — вид коллембол из семейства Hypogastruridae.
Палеарктика.

## Описание
Мелкие шестиногие ногохвостки с прыгательной вилкой снизу на четвёртом сегменте брюшка. Длина 1,5 мм. Окраска от сине-фиолетовой до чёрной. От близких видов отличаются следующими признаками: на 4-м членике усиков расположены 10-12 коротких сенсилл; зацепка на третьем третьем брюшка с 4+4 зубцами; дорсальная поверхность денса с шиповидными гранулами. Населяет лесные (равнинные и горные), луговые и степные биоценозы.
Обычный, массовый вид, который часто появляется на поверхности снега.